# Sonata para piano n.º 2 (Beethoven)

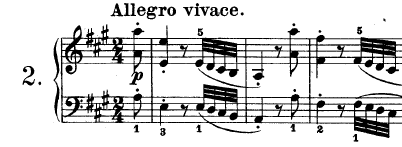
Allegro vivace: Primeiro movimento.

A forma tradicional da sonata para piano seguia o padrão de andamentos rápido-lento-moderato-rápido. Beethoven o quebrou com suas sonatas, mas somente mais tarde.
A segunda sonata de Beethoven para piano – Op. 2 número 2 – também é dedicada ao mestre Joseph Haydn. Essa sonata também possui a forma tradicional de 4 movimentos (allegro vivace, largo appassionato, Scherzo allegro e Rondo Grazioso).

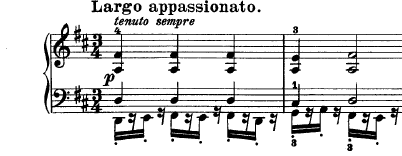
Largo Appassionato: Segundo movimento.

A sonata é na tonalidade maior de lá e inicia com um ar misterioso, em piano e staccato. Beethoven usa o material principal da sonata apresentado nos primeiros compassos para uma vez mais desenvolver a estrutura do primeiro movimento. O movimento é rico rítmicamente com seu compasso ligeiro (2/4). O desenvolvimento da sonata apresenta uma técnica interessante, muito comum em Scarlatti em suas obras para o teclado - A técnica de mãos cruzadas. Esta técnica produz no ouvinte a impressão auditiva de três mãos tocando o piano.
No desenvolvimento de sua segunda sonata, Beethoven utiliza essa mesma técnica, alternando o tema nos extremos do piano com a mão esquerda, enquanto a mão direita realiza o acompanhamento em semicolcheias.
Outra característica da música de Beethoven aparece com mais frequência ao longo desse movimento - a presença de acentos. Em várias ocasiões, Beethoven usa o fp ou ffp para indicar acentos em certas notas ou acordes.
O movimento termina em pianissimo, preparando a entrada do próximo - outra característica a ser notada em suas sonatas.
O segundo movimento é de uma beleza ímpar. As articulações do baixo acompanhando uma melodia simples criam uma atmosfera muito interessante ao longo do movimento. Uma atmosfera calma, sem muita tensão, mas ao mesmo tempo muito expressiva. Durante o movimento, Beethoven demostra sua familiaridade com a escrita polifônica. Os acentos estão presentes nesse movimento, assim como a transformação temática.

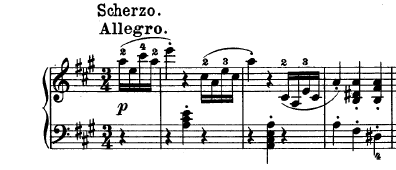
Scherzo (Allegro): Terceiro movimento.

O terceiro movimento é bem curto e simples. Como todo terceiro movimento, esse possui uma aura simpática e simples. O Scherzo (tradução – brincadeira) tem um andamento mais rápido do que o minueto, mesmo sendo em 3/4. O trio que segue traz uma textura homofônica, com uma melodia descendente.

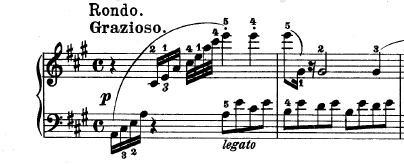
Rondo (Grazioso): Quarto movimento.

O último movimento dessa sonata começa com um arpejo ascendente bem rápido, iniciando um tema cheio de energia. Esse arpejo inicial é modificado ao longo do movimento e cada vez que aparece, recebe mais notas, quebrando mais uma vez a formalidade rítmica da peça (lá pelo compasso 100, chega a ter 32 notas!). Várias passagens rápidas e acompanhamentos com saltos requerem uma técnica apurada por parte de qualquer pianista que queira enfrentar esse movimento. Uma menção especial vai para a seção cromática em quiálteras em staccato.
A sonata termina delicadamente e quase subitamente em piano.
Com sua segunda sonata, Beethoven apresenta vários aspectos que marcariam suas composições futuras. Acentos, conexão entre movimentos, modificações rítmicas e cromaticismo. Um aperitivo para suas próximas criações.
| Sonata para Piano No. 2             |                    |
|                                     |                    |
| Composições de Ludwig van Beethoven |                    |
| Apelido:                            | Nenhum             |
| Forma:                              | Sonata para piano  |
| Tonalidade - Compasso:              | Lá maior - 2/4     |
| Movimentos                          | 4                  |
| Data da composição:                 | 1795               |
| Número da composição:               | Op. 2 No. 2        |
| Andamentos                          |                    |
| Primeiro Movimento                  | Allegro vivace     |
| Segundo Movimento                   | Largo Appassionato |
| Terceiro Movimento                  | Scherzo (Allegro)  |
| Quarto Movimento                    | Rondo (Grazioso)   |